# كوكنزي أند بورت سيتون
كوكنزي أند بورت سيتون (بالإنجليزية: Cockenzie and Port Seton، وبالإسكتلندية: Cockennie) هي بلدة موحَّدة تقع في مقاطعة لوثيان الشرقية في إسكتلندا. تقع البلدة على ساحل خور فورث على بعد أربعة أميال شرق مدينة ماسلبره. أنشأ جيمس السادس ملك إسكتلندا بلدة كوكنزي في عام 1591. شُيِّد ميناء بورت سيتون بمبادرة من لورد سيتون الحادي عشر خلال الفترة الممتَّدة من عام 1655 حتى عام 1665.
بلغ عدد سكان البلدة 4,493 نسمة في عام 2001. بنيت العديد من المنازل الجديدة منذ ذاك الحين. وبلغ عدد السكان 5,370 نسمة في عام 2020. واصلت كوكنزي أند بورت سيتون النمو بمرور السنين وأضحت بلدة تابعة للعاصمة الإسكتلندية إدنبرة.

## صيد السمك

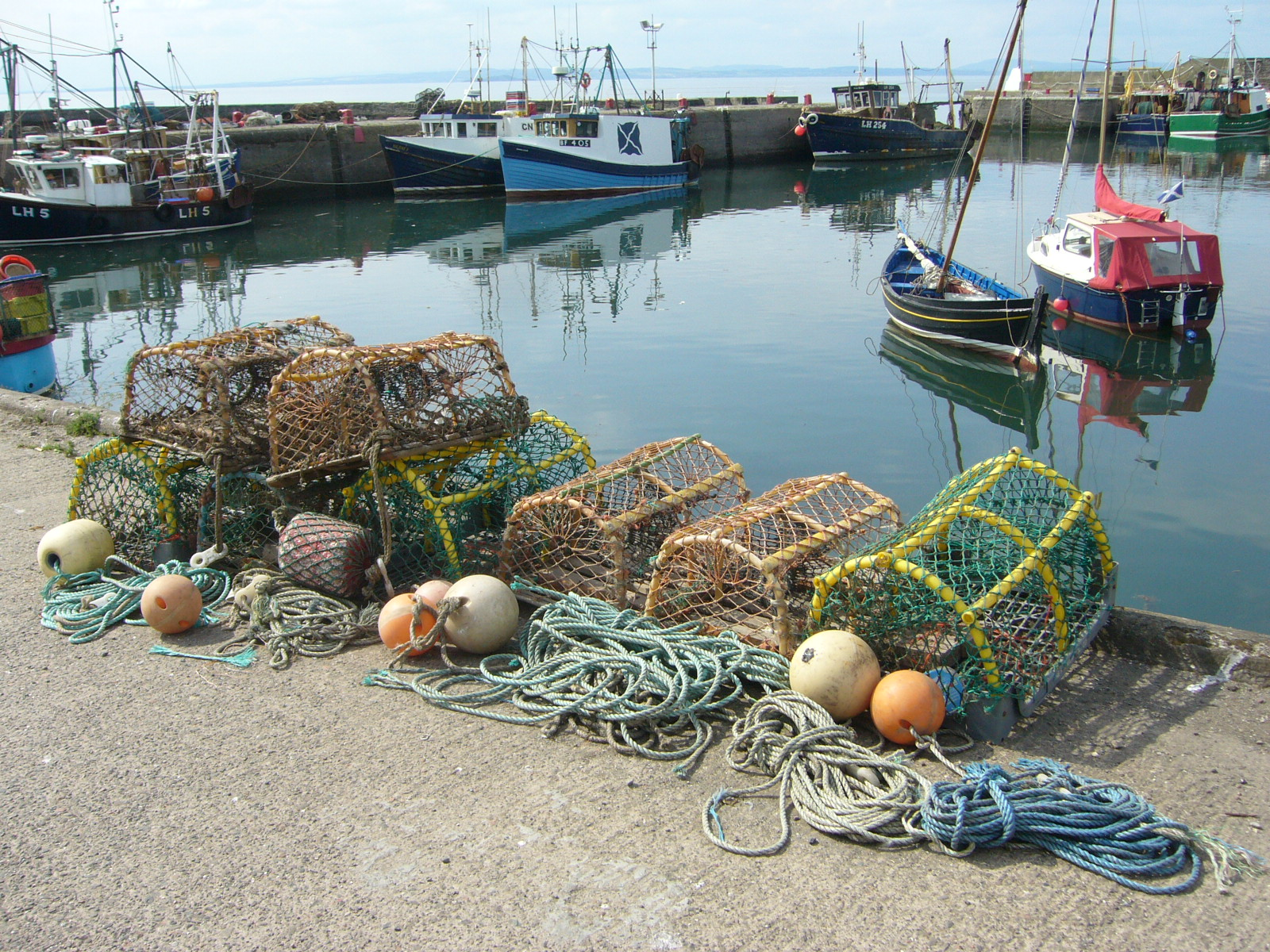
مصايد جراد البحر في ميناء سيتون

كانت كوكنزي أند بورت سيتون بالأصل عبارة عن قريتي صيد صغيرتين. حافظت الأجزاء الأقدم من البلدة الواقعة بين المينائين على مظهرها الأكثر تقليدية على غرار العديد من قرى الصيد الصغيرة الواقعة على الساحل الشرقي لإسكتلندا. لا يزال ميناء بورت سيتون يحتفظ بأسطول صغير من السفن التي تعمل على صيد الروبيان، وذلك رغم تراجع قطاع الصيد خلال السنوات الأخيرة. كانت كوكنزي في الماضي من البلدات المنتجة للملح واستخراج الفحم.

## وصلات خارجية
- جمعية كوكنزي أند بورت سيتون للتاريخ المحلي (بالإنجليزية)